# Hyperythra limbolaria
Hyperythra limbolaria là một loài bướm đêm trong họ Geometridae.